# سانتا آنا (تكساس)
سانتا آنا (بالإنجليزية: Santa Anna)‏ هي بلدة في مقاطعة كولمان في ولاية تكساس. بلغ عدد السكان 1,099 نسمة في تعداد عام 2010. 

## التركيبة السكانية
حدّد مكتب تعداد الولايات المتحدة بيانات التركيبة السكانية لسانتا آنا في تعداد الولايات المتحدة. في ما يلي، التركيبة السكانية حسب تعدادي 2000 و2010.

### تعداد عام 2000
بلغ عدد سكان سانتا آنا 1,081 نسمة بحسب تعداد عام 2000، وبلغ عدد الأسر 446 أسرة وعدد العائلات 283 عائلة مقيمة في البلدة. في حين سجلت الكثافة السكانية 209.5 نسمة لكل كيلومتر مربع (542.6/ميل2). وبلغ عدد الوحدات السكنية 574 وحدة بمتوسط كثافة قدره 111.2 لكل كيلومتر مربع (288.0/ميل2).
وتوزع التركيب العرقي للبلدة بنسبة 88.90% من البيض و3.89% من الأمريكيين الأفارقة و0.65% من الأمريكيين الأصليين و0.09% من سكان جزر المحيط الهادئ و4.72% من الأعراق الأخرى و1.76% من عرقين مختلطين أو أكثر و19.06% من الهسبانيون أو اللاتينيون من أي عرق.
بلغ عدد الأسر 446 أسرة كانت نسبة 32.5% منها لديها أطفال تحت سن الثامنة عشر تعيش معهم، وبلغت نسبة الأزواج القاطنين مع بعضهم البعض 47.1% من أصل المجموع الكلي للأسر، ونسبة 12.3% من الأسر كان لديها معيلات من الإناث دون وجود شريك، بينما كانت نسبة 4% من الأسر لديها معيلون من الذكور دون وجود شريكة وكانت نسبة 36.5% من غير العائلات. تألفت نسبة 34.5% من أصل جميع الأسر من عدة أفراد يعيشون في نفس المنزل ونسبة 18.6% كانت تتألف من شخص يعيش بمفرده يبلغ من العمر 65 عاماً أو أكثر. وبلغ متوسط حجم الأسرة المعيشية 2.36، أما متوسط حجم العائلات فبلغ 3.01.
بلغ العمر الوسطي للسكان 40.6 عاماً. وكانت نسبة 26.3% من القاطنين تحت سن الثامنة عشر، وكانت نسبة 7.8% بين الثامنة عشر والرابعة والعشرين عاماً، ونسبة 21.5% كانت واقعةً في الفئة العمرية ما بين الخامسة والعشرين والرابعة والأربعين عاماً، ونسبة 23.3% كانت ما بين الخامسة والأربعين والرابعة والستين، ونسبة 18.6% كانت ضمن فئة الخامسة والستين عاماً فما فوق. يوجد لكل 100 أنثى 92.9 ذكر، ويوجد لكل 100 أنثى في الثامنة عشر من عمرها فما فوق 88.0 ذكر.
بلغ متوسط دخل الأسرة في البلدة 22,857 دولارًا، أما متوسط دخل العائلة فبلغ 31,250 دولارًا. وكان متوسط دخل الذكور 29,886 دولارًا مقابل 17,917 دولارًا للإناث. وسجل دخل الفرد الخاص بالبلدة 11,065 دولارًا. وكانت نسبة 20.4% من العائلات ونسبة 23.2% من السكان تحت خط الفقر، وكان من هؤلاء نسبة 28.2% تحت سن الثامنة عشر ونسبة 24.4% في الخامسة والستين من العمر وما فوق.

### تعداد عام 2010
بلغ عدد سكان سانتا آنا 1,099 نسمة بحسب تعداد عام 2010، وبلغ عدد الأسر 480 أسرة وعدد العائلات 293 عائلة مقيمة في البلدة. في حين سجلت الكثافة السكانية 213 نسمة لكل كيلومتر مربع (551.7/ميل2). وبلغ عدد الوحدات السكنية 586 وحدة بمتوسط كثافة قدره 113.6 لكل كيلومتر مربع (294.2/ميل2).
وتوزع التركيب العرقي للبلدة بنسبة 84.35% من البيض و4.82% من الأمريكيين الأفارقة و0.73% من الأمريكيين الأصليين و0.18% من الأمريكيين ذوي الأصول الآسيوية و7.46% من الأعراق الأخرى و2.46% من عرقين مختلطين أو أكثر و22.38% من الهسبانيون أو اللاتينيون من أي عرق.
بلغ عدد الأسر 480 أسرة كانت نسبة 28.8% منها لديها أطفال تحت سن الثامنة عشر تعيش معهم، وبلغت نسبة الأزواج القاطنين مع بعضهم البعض 42.1% من أصل المجموع الكلي للأسر، ونسبة 13.8% من الأسر كان لديها معيلات من الإناث دون وجود شريك، بينما كانت نسبة 5.2% من الأسر لديها معيلون من الذكور دون وجود شريكة وكانت نسبة 39% من غير العائلات. تألفت نسبة 34.8% من أصل جميع الأسر من عدة أفراد يعيشون في نفس المنزل ونسبة 14% كانت تتألف من شخص يعيش بمفرده يبلغ من العمر 65 عاماً أو أكثر. وبلغ متوسط حجم الأسرة المعيشية 2.29، أما متوسط حجم العائلات فبلغ 2.91.
بلغ العمر الوسطي للسكان 41.8 عاماً. وكانت نسبة 23.7% من القاطنين تحت سن الثامنة عشر، وكانت نسبة 7.6% بين الثامنة عشر والرابعة والعشرين عاماً، ونسبة 23.3% كانت واقعةً في الفئة العمرية ما بين الخامسة والعشرين والرابعة والأربعين عاماً، ونسبة 27.8% كانت ما بين الخامسة والأربعين والرابعة والستين، ونسبة 17.7% كانت ضمن فئة الخامسة والستين عاماً فما فوق. وتوزع التركيب الجنسي للسكان بنسبة 48.2% ذكور و51.8% إناث.

## أعلام
- رودجر كولينز